# Manučehr

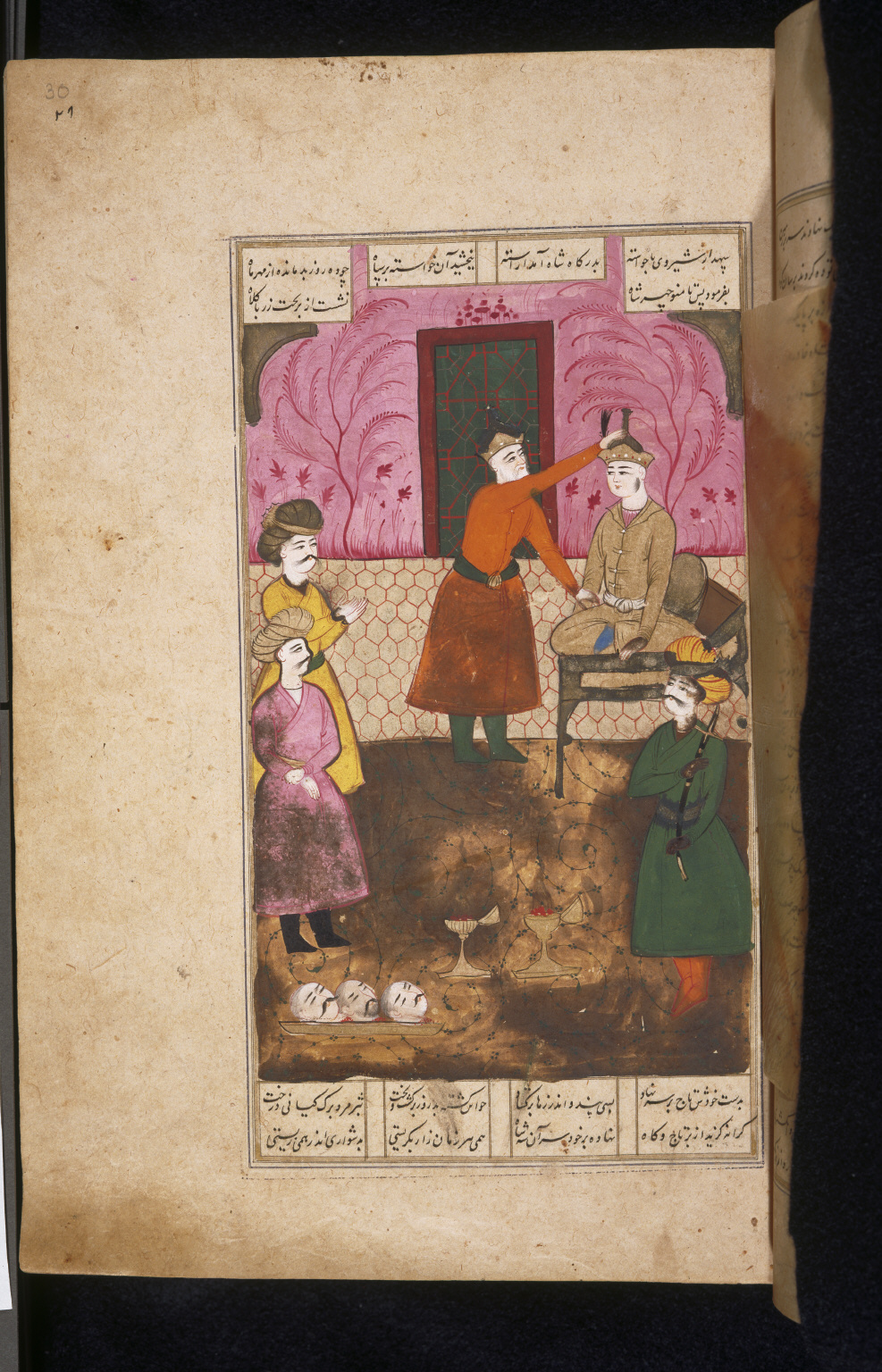
Raffigurazione di un antico manoscritto persiano dell'VIII secolo, con Manūchehr assiso in trono.

Manūchehr (in persiano منوچهر‎, nell'antico persiano Manōčihr; per l'avestico Manuščiθra), è un personaggio della mitologia persiana, presente nel poema epico dello Shahnameh. È il primo dei leggendari Shāh che governarono l'Iran dopo la fine dell'impero mondiale del bisnonno di Manūchehr, Farīdūn.
Manūchehr era il nipote di Īrāj, figlio di Farīdūn, che vendicò la morte di Īrāj avvenuta per mano degli altri due figli di Farīdūn, Salm e Tūr. dall'uccisione di Tūr ad opera di Manūchehr, scoppiò una guerra che coinvolse i popoli d'Īrān e Tūrān, durata per secoli, fino al regno di Kay Khosrow.
Manūchehr morì dopo un regno di 120 anni e a lui succedette il figlio Nowzar.